# Djibuti
O Djibuti ou Jibuti (em francês:  Djibouti; em árabe: جيبوتي, transliterado Jībūtī ), oficialmente República do Djibuti, é um pequeno país do nordeste de África, limitado a norte pela Eritreia, a leste pelo estreito de Babelmândebe, pelo golfo de Adem e pela Somália e a sul e oeste pela Etiópia, e fronteira marítima com Iémen a nordeste. A capital é Djibuti.
O país está localizado na África Oriental, mais precisamente a leste do golfo de Adem. O golfo, o mar Vermelho e o canal de Suez são acidentes geográficos que servem de acesso ao oceano Índico e ao mar Mediterrâneo. A contribuição dada pela localização do Djibuti foi a transformação da capital do mesmo nome, em um porto principal. De modo potencial, a importância dessa localização é estratégica. Apesar da livre passagem dos navios pela litoral do Djibuti, para uma nação poderosa tomar posse da área, a possibilidade seria o controle da navegação de navios entre o oceano Índico e o mar Mediterrâneo.
O Djibuti é o 133º país com maior PIB per capita no mundo e a 167ª maior economia por Produto interno bruto (PIB), quase com ausência de recursos naturais. A independência do Djibuti em relação à França foi proclamada em 27 de junho de 1977, com sua área tendo sido dominada a partir do final do século XIX. O primeiro nome dado pelos franceses ao país foi Somália Francesa, e em 1967 recebeu o nome de Território Francês dos Afares e Issas.

## Etimologia
Djibuti é oficialmente conhecido como República do Djibuti. Nas línguas locais é conhecido como Gabuuti (em afar) e Jabuuti (em somali).
O país recebeu o nome de sua capital, a cidade de Djibuti. A etimologia do nome é contestada. Existem várias teorias e lendas sobre sua origem, variando de acordo com a etnia. Uma teoria deriva da palavra afar gabouti, que significa "prato", possivelmente referindo-se às características geográficas da área. Outro o conecta a gabood, que significa "planalto/planalto". Djibuti também pode significar "Terra de Tehuti " ou "Terra de Tote (em egípcio: Djehuti/Djehuty)", em homenagem ao deus egípcio da lua.

## História

### Primeiros habitantes, colonização e independência
O Djibuti foi habitado por povos vindos da Arábia no século III antes de Cristo, aproximadamente. Eles se estabeleceram ao norte e deles se originaram os afares. Vindos da Somália, os issas expulsaram esses primeiros habitantes e se estabeleceram na região litorânea. Na nossa era, mais precisamente em 852, chegaram novos agrupamentos árabes, que dominavam o comércio da região até o advento dos portugueses, no século XVI. Mas, os portugueses também perderam o interesse pela região, abandonando-a aos árabes quando seus interesses passaram a se concentrar no Oriente.
Em 1888, foi estabelecida pela França a colônia denominada Costa Francesa dos Somalis, cuja capital foi Djibuti desde 1892. Na época teve início a construção da ferrovia como elo entre Djibuti e a Etiópia. A entrada ao interior se tornou possível devido às estradas construídas de 1924 até 1934. Na época da Segunda Guerra Mundial, mais precisamente em 1940, foi estabelecido no Djibuti um governo neutro, fazendo parte do regime francês de Vichy. Posteriormente, o porto de Assab, na Eritreia, ganhou mais importância do que o de Djibuti.
No ano de 1946, a região foi convertida em território francês de ultramar. No ano de 1958, a decisão dos moradores da Costa dos Somalis era a permanência na Comunidade Francesa, com a maioria absoluta dos votos válidos a favor feita pelos afares e pelos europeus. Mas o eleitorado issa era contrário a essa decisão. Em 1967, nova eleição aprovou que o Djibuti se  vinculasse com a França, mas em 1977 um último plebiscito proclamou a independência do Djibuti.

### Últimas décadas do século XX
No início da década de 1980 agravaram-se as tensões entre as duas grandes comunidades étnicas do país, enquanto a chegada de refugiados das zonas de guerra próximas contribuía para piorar a situação socioeconômica já instável. Em 1987 realizaram-se pela segunda vez eleições presidenciais e legislativas, nas quais saiu vitorioso o único partido concorrente, a União Popular pelo Progresso (RPP). Em 1994, a Frente para a Restauração da Unidade e da Democracia (Frud), um grupo rebelde criado em 1991 pela união de três grupos que apoiavam os interesses do povo Afar, se dividiu. Uma facção negociou com o governo, enquanto outro setor manteve a guerra civil. Em 1996, a maior parte da Frud virou partido político e, em 1997, concorreu às eleições parlamentares em aliança com a governista RPP. A aliança obteve as 65 cadeiras do parlamento.
Na eleição presidencial de 1999, foi eleito Ismaïl Omar Guelleh (RPP), sobrinho de Gouled. A facção guerrilheira da Frud depôs as armas em 2000, ano em que o general Yacin Yabeh Galeb, chefe da polícia, tenta um golpe de Estado ao ser demitido. Ele foi preso, julgado e condenado a 15 anos de prisão.

### Século XXI
Em 2001, Dileita Mohamed Dileita passou a ser o primeiro-ministro. No ano seguinte, o país tornou-se base de ações internacionais contra o terrorismo. Nas eleições de 2003, a coalização governista elege os 65 parlamentares.
Em 2005, o presidente Guelleh foi reeleito sem concorrentes. A oposição boicotou a reeleição, alegando falta de democracia na disputa. Observadores internacionais, porém, consideram boas as condições do pleito.
Em maio de 2006, o governo do Djibuti registrou o primeiro caso humano de infecção pelo vírus da gripe aviária na região. Um relatório da Organização das Nações Unidas acusou o governo do Djibuti, em novembro, de violar o embargo de armas contra a Somália e fornecer armamento às milícias islâmicas que dominaram a capital, Mogadíscio.
Em 2007, a Organização das Nações Unidas pediu ajuda internacional ao Djibuti por causa da seca, que pode deixar 53 mil pessoas sem comida. Em fevereiro de 2008, o partido do governo conseguiu todos os assentos no Parlamento, em eleições boicotadas pela oposição. O novo gabinete tomou posse no mês seguinte e Dileita foi reeleito primeiro-ministro.
Em junho ocorreram mais confrontos com forças da Eritreia na fronteira, deixando pelo menos nove mortos. Em janeiro de 2009, o Conselho de Segurança da Organização das Nações Unidas deu um ultimato à Eritreia para retirar suas tropas da área disputada com o Djibuti em até cinco semanas. O governo do país se negou a cumprir a ordem, alegando que a região ocupada faz parte de seu território. Em outubro, o Djibuti acusou a Eritreia de treinar e armar milícias para promover ataques à nação vizinha.

## Geografia
O território do Djibuti divide-se em três regiões principais. O litoral, banhado pelas águas do Babelmândebe e do golfo de Tadjura, não atinge mais de 200m de altitude sobre o nível do mar. No sul e centro do país, erguem-se mesetas vulcânicas que oscilam entre 500 e 2 000 m de altitude, às vezes margeadas por depressões e lagos. No norte, erguem-se as montanhas que caracterizam a terceira região, cujo ponto culminante é o monte vulcânico Mousa Ali, com 2 021 metros, que forma a tríplice fronteira do país com a Etiópia e a Eritreia. Em geral, toda a superfície do Djibuti é árida, recortada por depressões profundas e coberta de areais. Na zona montanhosa correm três riachos de leito arenoso, o Sadai, o Adaleyi e o Iboli. Um rio subterrâneo, o Ambouli, constitui importante fonte de fornecimento de água.
O clima do Djibuti é tórrido, com temperaturas máximas diurnas que oscilam entre 29 °C em janeiro e 43 °C em julho. De novembro a abril há uma estação relativamente fresca, com temperaturas médias diurnas entre 22 °C e 30 °C. As chuvas, procedentes do oceano Índico, ocorrem desde o término do verão até o final de março, mas as precipitações só atingem 125 mm por ano no litoral e pouco mais de vinte milímetros no interior do país.
A maior parte do território é desértica, com vegetação de arbustos espinhosos e alguns pastos. Nas montanhas há também áreas florestais e no litoral crescem tamareiras e tamarindos. A fauna do Djibuti inclui linces, chacais, antílopes e gazelas. Apenas um por cento da superfície do país é cultivável e cerca de nove por cento servem de pasto.

## Demografia

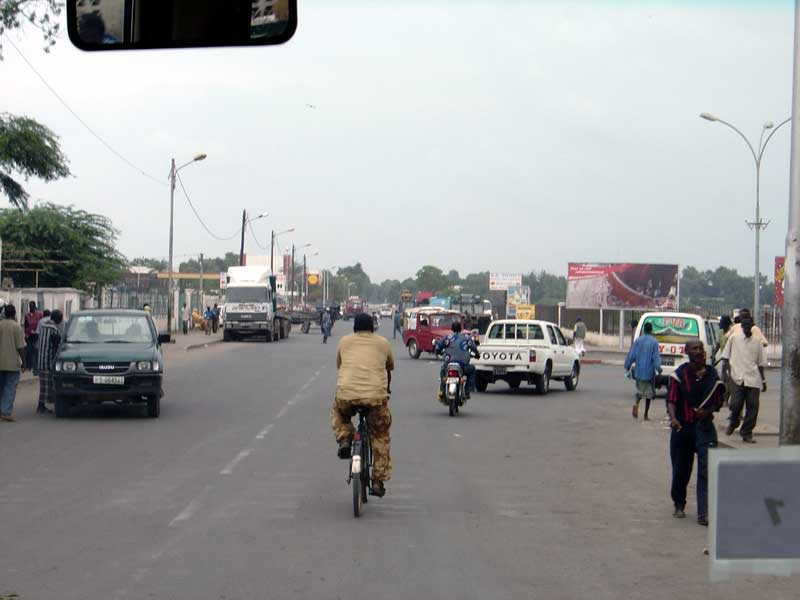
Típica rua na cidade de Djibuti, capital nacional.

Os habitantes do Djibuti pertencem a dois grandes grupos étnicos: os issas, que compreendem quase metade da população, e os afares ou danakils, que representam dois quintos do total. Com eles convivem minorias de árabes e europeus. Os afares e os issas são tribos aparentadas que falam línguas de origem comum, compartilham hábitos nômades e praticam a religião islâmica. Os afares concentram-se no norte e no oeste do país e os issas, no sul. As línguas oficiais são o somali, francês e o árabe.

### Religião
O islamismo foi declarado religião oficial do estado, mas as outras religiões gozam de uma liberdade considerável.
- muçulmanos 94%;
- ortodoxos etíopes 3,17%;
- católicos 1,4%;
- protestantes 0,1%;
- Fé bahá'í 0,09%;
- hindus 0,02%
- sem religião/outras 1,32%.

## Política
O Djibuti é governado pela atual constituição promulgada em 1992. O sistema de governo adotado no país é a república presidencialista. O chefe de estado é o atual presidente, Ismaïl Omar Guelleh. O atual primeiro-ministro, Abdoulkader Kamil Mohamed é o chefe de governo.
O poder executivo é exercido pelo presidente e pelo primeiro-ministro, ambos eleitos por voto indireto para um mandato de cinco anos. O gabinete nomeado pelo presidente é composto de 16 ministérios, na qual os ministros auxiliam o presidente e o primeiro-ministro na administração do país.
O poder legislativo é unicameral, exercido pela Assembleia Nacional, composta de 65 membros, eleitos por voto popular direto para um mandato de cinco anos. O poder judiciário é exercido pelas seguintes instâncias: Suprema Corte e Corte Constitucional.
Os partidos políticos são organizados em duas diferentes coalizões: a primeira, União pela Maioria Presidencial (UMP) que compreende a União Popular pelo Progresso (RPP) e a Frente pela Restauração da Unidade e da Democracia (Frud); a segunda, União pela Alternância Democrática (UAD), da qual integram a Aliança Republicana pela Democracia (ARD) e o Partido da Renovação Democrática (PRD).

### Presidentes
- Hassan Gouled Aptidon, presidente desde 27 de Abril de 1977 até 8 de Maio de 1999
- Ismaïl Omar Guelleh , sobrinho do antigo presidente do país, cumpre o mandato desde 8 de Maio de 1999 até à atualidade, tendo já vencido duas eleições.

### Relações internacionais
O Djibuti tem boas relações estabelecidas com os países vizinhos, com exceção da Eritreia, por causa da disputa de fronteira entre os dois países. O  Djibuti é uma das nações membros da ONU, e pertencente a várias de suas sub-organizações, inclusive à Agência Internacional de Energia Atómica. O país é membro, ainda, da União Africana, OMC, Liga Árabe e da Organização para a Cooperação Islâmica.
Djibuti manteve-se neutro no conflito entre a Etiópia e a Eritreia, entre 1998 e 2000. A Eritreia rompeu as relações diplomáticas com Djibuti em 1998, no início da guerra, mas restabeleceu-as após a guerra. O Djibuti também apóia a integração total da Somália, onde não reconhece a Somalilândia como um Estado independente.
O país abriga cerca de 27 000 refugiados. Além disso, acredita-se que há cerca de 100 000 imigrantes ilegais. A imigração ilegal é um dos principais temas da política interna do Djibuti e, em julho de 2003, foram atribuídos a muitos deles a expulsão do país. Os portos do país desempenharam um papel importante nos anos 1990 e 2000, servindo como apoio aos Estados Unidos, durante a Ocupação do Iraque.

## Subdivisões
O Djibuti está dividido em cinco regiões e uma cidade, e subdividido em 11 distritos.

### Regiões
A maior região é a região de Tadjourah e a segunda maior a de região de Dikhil. Todavia a mais importante é a cidade de Djibuti, que representa a capital política e financeira do estado africano.
| - Região de Ali Sabieh - Região de Arta - Região de Dikhil - Cidade do Djibuti - Região de Obock - Região de Tadjourah |

### Distritos
Os distritos que formam o país são onze e o maior é Yoboki, na região de Dikhil, o menor é o distrito de Djibuti, na região homónima.
| - Alaili Dadda - Ali Sabieh - As Eyla - Balha - Dikhil - Djibuti - Dorra - Obock - Randa - Tadjourah - Yoboki |

## Economia
A agricultura gera cinco por cento do produto interno bruto. Ao terminar a década de 1970, empreendeu-se um programa de perfuração de poços e de construção de sistemas de irrigação. Constitui atividade básica a criação de bovinos, ovinos, caprinos e camelinos. No litoral há modesta atividade pesqueira. A região do lago Assal dispõe de recursos geotérmicos.
A principal atividade econômica do Djibuti é a reexportação de produtos de países africanos sem acesso para o mar. O porto da cidade do Djibuti foi muito prejudicado pelo fechamento do canal de Suez e pela interrupção do comércio ferroviário com a Etiópia, mas começou a se recuperar na década de 1980. Os produtos que transitam pelo Djibuti são café, sal, peles, legumes e cereais. O país importa a maior parte dos bens de consumo e de produção: máquinas, veículos, alimentos, produtos têxteis e derivados de petróleo, procedentes da França, Etiópia, Japão e vários países europeus.
A partir de 2013, o terminal de contêineres no Porto do Djibuti lida com o tamanho do comércio da nação. Mais ou menos 70% da atividade de porto de mar consiste em importações para e exportações da  Etiópia vizinha, que depende do porto como sua saída marítima principal. O porto também serve como um centro internacional de reabastecimento e transshipment. Em 2012, o governo do Djibuti em colaboração com o Mundo de DP começou a construção do Terminal de contêineres de Doraleh, um terceiro porto de mar importante com intenção de aumentar e desenvolver a capacidade de trânsito nacional. Um projeto de US$ 396 milhões, tem a capacidade para acomodar 1.5 milhões de unidades de contêineres de vinte pês anualmente.

## Infraestrutura

### Educação
Como resultado da Lei de Planejamento da Educação e da estratégia de ação de médio prazo, um progresso substancial foi registrado em todo o setor educacional. Em particular, as taxas de matrícula, frequência e retenção escolar aumentaram de forma constante, com alguma variação regional. De 2004 a 2008, as matrículas líquidas de meninas na escola primária aumentaram 18,6%; sendo que para os meninos o aumento registrado foi de 8,0%. As matrículas líquidas no ensino médio no mesmo período aumentaram 72,4% para as meninas e 52,2% para os meninos. No nível secundário, a taxa de aumento das matrículas líquidas foi de 49,8% para as meninas e 56,1% para os meninos.

### Saúde
Em Djibuti, a esperança de vida ao nascer é de cerca de 64,7 anos. A fertilidade é de 2,35 filhos por mulher. Existem cerca de 18 médicos a cada 100.000 pessoas no país.
Cerca de 93,1% das mulheres em Djibuti foram submetidas à mutilação genital feminina (circuncisão feminina), um costume pré-matrimonial endêmico, principalmente no Nordeste da África e em partes do Oriente Próximo. Embora legalmente proibido em 1994, o procedimento ainda é amplamente praticado, pois está profundamente enraizado na cultura local. Incentivada e realizada por mulheres na comunidade, a circuncisão tem como objetivo principal impedir a promiscuidade e oferecer proteção contra agressões.
Cerca de 94% da população masculina do Djibuti também foi submetida à circuncisão masculina, um número que está de acordo com a adesão ao Islã, que exige isso.

## Cultura
Os trajes tradicionais Djibutianos são próprios para o clima quente e árido, típico do país. Os homens vestem uma roupa vagamente embrulhada que vai até os joelhos, junto a um roupão de algodão ao longo dos ombros, similar a uma toga romana. As mulheres vestem saias longas, tipicamente tingidas de marrom. Mulheres casadas vestem um pano sobre a cabeça, às vezes também abrangendo a parte de cima de seus corpos. Mulheres que não são casadas não são obrigadas a cobrir a cabeça. O vestido tradicional árabe é usado estritamente durante festivais religiosos, especialmente na preparação do hajj. Para algumas ocasiões, as mulheres também podem se adornar com jóias.[carece de fontes?]
A tradição cultural é, na maioria das vezes transmitida oralmente, principalmente em músicas. Usando sua linguagem nativa, essas pessoas podem cantar ou dançar falando de uma história. Muitos exemplos da influência árabe e francesa pode ser notada nos edifícios.